# Спрингхил (Луизијана)
Спрингхил (енгл. Springhill) град је у америчкој савезној држави Луизијана.

## Демографија
По попису из 2010. године број становника је 5.269, што је 170 (-3,1%) становника мање него 2000. године.
| Група             | 2000.         | 2010.         |
| Белци             | 3.975 (73,1%) | 3.319 (63,0%) |
| Афроамериканци    | 1.367 (25,1%) | 1.790 (34,0%) |
| Азијати           | 12 (0,2%)     | 20 (0,4%)     |
| Хиспаноамериканци | 43 (0,8%)     | 82 (1,6%)     |
| Укупно            | 5.439         | 5.269         |